# Круте (Велізький район)
Круте (рос. Крутое) — присілок Велізького району Смоленської області Росії. Входить до складу Крутовського сільського поселення .
Населення — 224 особи (2007 рік).